# Велике вариво
«Велике вариво» («Gran bollito») — італійська чорна кінокомедія 1977 року, знята режисером Мауро Болоньїні на студії «Italfrance Films».

## Сюжет
Після смерті дванадцяти немовлят Леа виходила і виростила єдиного сина Мікеле. Мікеле став студентом і в нього з'явилася подруга. Але Леа нікому не хоче дозволити бути поруч з улюбленим сином. У Леа є три подруги — Стелла, Берта і Ліза (Макс фон Сюдов, Ренато Поццетто і Альберто Ліонелло — відомі актори в жіночих ролях). Одна з подруг Берта збирається виїхати до свого чоловіка в Америку і перед від'їздом вона заходить до Леа. Та несподівано вбиває її. Незабаром вона дарує своїм гостям мило домашнього приготування і пригощає асорті з вареного м'яса. Це тільки початок її моторошних діянь. Божевілля матері досягає своєї межі: їй потрібні людські жертви.

## У ролях
- Шеллі Вінтерс: Леа
- Макс фон Сюдов: Ліза Карпі / маршал карабінерів
- Ренато Поццетто: Стелла «Краус» / Карабінер
- Альберто Ліонелло: Берта Манер / Менеджер банку
- Адріана Асті: Пальма
- Ріта Тушингем: Марія
- Мілена Вукотіч: Тіна
- Маріо Скачча: Розаріо
- Ліу Босісіо: кульгавий сусід
- Франко Бранчаролі: Дон Оноріо
- Антоніо Марсіна: Мікеле
- Марія Монті: сестра кульгавого сусіда
- Лаура Антонеллі: Сандра
- Джанкарло Бадессі: товстий друг Лізи

## Знімальна група
- Режисер: Мауро Болоньїні
- Сценарій: Нікола Бадалукко
- Продюсер: Сандра Ріккарді Інфаскеллі
- Оператор: Армандо Наннуцці
- Композитор: Енцо Янначчі
- Художник: Даніло Донаті
- Монтаж: Ніно Баральї
- Костюми: Даніло Донаті